# Derris rufescens
Derris rufescens là một loài thực vật có hoa trong họ Đậu. Loài này được (Benth.) Ducke miêu tả khoa học đầu tiên.